# Denis Hamel
Denis Jean Hamel (* 10. Mai 1977 in Lachute, Québec) ist ein ehemaliger kanadischer Eishockeyspieler, der im Verlauf seiner aktiven Karriere zwischen 1994 und 2015 unter anderem 192 Spiele für die Buffalo Sabres, Ottawa Senators, Atlanta Thrashers und Philadelphia Flyers in der National Hockey League auf der Position des linken Flügelstürmers bestritten hat. Den Großteil seiner Karriere verbrachte Hamel aber in der American Hockey League, wo er über 900 weitere Spiele für die Rochester Americans, Binghamton Senators und Adirondack Phantoms absolvierte.

## Karriere
Hamel verbrachte seine Juniorenzeit zwischen 1994 und 1997 in seiner Heimatprovinz Québec, wo der Stürmer für die Saguenéens de Chicoutimi in der Ligue de hockey junior majeur du Québec (LHJMQ) spielte. Bereits in seiner Rookiesaison erwies sich Hamel mit 29 Scorerpunkten als zuverlässiger Scorer, was ihm die Wahl ins All-Rookie Team der Liga einbrachte. Im anschließenden NHL Entry Draft 1995 wurde er in der sechsten Runde an 153. Stelle von den St. Louis Blues aus der National Hockey League (NHL) ausgewählt. Der Angreifer verblieb jedoch zwei weitere Jahre im Juniorenbereich und steigerte sich in Diensten der Saguenéens zunächst auf 113 und anschließend 125 Punkte. In seinem dritten und letzten Jahr erreichte er mit Chicoutimi das Finale um die Coupe du Président, wo die Mannschaft allerdings den Remparts de Québec unterlag. Weil die Remparts als Meister der LHJMQ zugleich Ausrichter des prestigeträchtigen Memorial Cups waren, rückten die Saguenéens de Chicoutimi als Finalteilnehmer der LHJMQ in selbigen nach. Dort belegten sie sieglos den vierten und letzten Platz.
Zur Saison 1997/98 wechselte der mittlerweile 20-Jährige in den Profibereich, wo er einen Vertrag bei den Buffalo Sabres unterschrieben hatte, die ihn in einem Transfer im Tausch für Charlie Huddy und einem Siebtrunden-Wahlrecht im NHL Entry Draft 1996 im März 1996 erworben hatten. Seine ersten drei Jahre bei den Profis verbrachte der Kanadier jedoch ausschließlich in Buffalos Farmteam, den Rochester Americans, in der American Hockey League (AHL). Erst im Verlauf der Spielzeit 1999/2000 feierte Hamel sein Debüt für die Sabres in der NHL, als er in drei Partien zum Einsatz kam. Mit Beginn des Spieljahres 2000/01 erhielt der Offensivspieler schließlich einen NHL-Kaderplatz in Buffalo, bestritt aufgrund einer Knieverletzung ab Januar 2001 keine weiteren Spiele mehr in dieser Saison. Erst zur folgenden Saison kehrte er aufs Eis zurück und etablierte sich bis zum Sommer 2003 als Stammspieler. Nachdem sein auslaufender Vertrag nicht verlängert worden war, wechselte er im Juli 2003 als Free Agent in die kanadische Hauptstadt zu den Ottawa Senators. Bevor er jedoch für das Team in Erscheinung trat, wurde er Anfang Oktober 2003 im NHL Waiver Draft von den Washington Capitals gezogen, die ihn nach zwei Tagen im Tausch für ein Neuntrunden-Wahlrecht im NHL Entry Draft 2004 wieder an die Sens zurückgaben.
Bei den Senators fand sich Hamel in der Folge hauptsächlich beim Farmteam Binghamton Senators in der AHL wieder. Mit der Ausnahme von 52 NHL-Einsätzen für Ottawa zwischen 2003 und 2007 sowie zehn Einsätzen für die Atlanta Thrashers und Philadelphia Flyers in der Saison 2006/07 spielte der Flügelstürmer bis zum Ende der Saison 2009/10 ausschließlich für den Kooperationspartner in Binghamton. Dort stellte er in der Folge zahlreiche Franchise-Rekorde auf, darunter die für die meisten Spiele (438), Tore (203), Vorlagen (189) und Punkte (392). Ebenso nahm er als Mitglied des Teams in den Jahren 2006 und 2008 am AHL All-Star Classic teil, das er erstmals im Jahr 2000 bestritten hatte, und war im Jahr 2004 Mitglied des AHL First All-Star Team. In der Spielzeit 2005/06, in der er erstmals als Mannschaftskapitän der Binghamton Senators in Erscheinung trat, erhielt er aufgrund seiner 56 Saisontore als bester Torschütze der Liga gemeinsam mit Donald MacLean von den Grand Rapids Griffins den Willie Marshall Award, zwei Jahre später wurde er aufgrund seines sozialen Engagements mit dem Yanick Dupré Memorial Award ausgezeichnet.
Nach der Saison 2009/10 erhielt Hamel keinen weiterführenden Vertrag in der Organisation der Ottawa Senators, woraufhin er sich zunächst in der Ligue Nord-Américaine de Hockey (LNAH) bei den Marquis de Saguenay fit hielt, aber alsbald einen Probevertrag bei den Adirondack Phantoms aus der AHL erhielt. Schließlich erhielt der Stürmer einen vollwertigen Vertrag und war bis zum Sommer 2012 für die Phantoms aktiv. Nach insgesamt 15 Spielzeiten in AHL und NHL ließ Hamel seine Karriere ab dem Herbst 2012 in der LNAH ausklingen. Er verbrachte zunächst zwei Jahre bei den Marquis de Jonquière, mit denen er jeweils den Coupe Canam, die Meisterschaftstrophäe der Liga gewann. Nach einem Jahr Pause ging er im Jahr 2015 noch einmal kurzzeitig für den Ligakonkurrenten Prédateurs de Laval aufs Eis, ehe er seine Karriere im Alter von 38 Jahren für beendet erklärte.

## Erfolge und Auszeichnungen
| - 1995 LHJMQ All-Rookie Team - 2000 Teilnahme am AHL All-Star Classic - 2004 AHL First All-Star Team - 2006 Teilnahme am AHL All-Star Classic - 2006 Willie Marshall Award (gemeinsam mit Donald MacLean) | - 2008 Teilnahme am AHL All-Star Classic - 2008 Yanick Dupré Memorial Award - 2013 Coupe-Canam-Gewinn mit den Marquis de Jonquière - 2014 Coupe-Canam-Gewinn mit den Marquis de Jonquière - 2020 Aufnahme in die AHL Hall of Fame |

## Karrierestatistik
(Legende zur Spielerstatistik: Sp oder GP = absolvierte Spiele; T oder G = erzielte Tore; V oder A = erzielte Assists; Pkt oder Pts = erzielte Scorerpunkte; SM oder PIM = erhaltene Strafminuten; +/− = Plus/Minus-Bilanz; PP = erzielte Überzahltore; SH = erzielte Unterzahltore; GW = erzielte Siegtore; 1 Play-downs/Relegation; Kursiv: Statistik nicht vollständig)